# 國立醫學科學院
國立醫學科學院（法語：Académie Nationale de Médecine）是法國的國立醫學研究機構，位於巴黎第六區。國立醫學科學院成立於1820年路易十八統治時期。

## 外部連結
- Official site（页面存档备份，存于）
- Bulletin de l'Académie nationale de médecine （页面存档备份，存于） in Gallica, the digital library of the BnF.

48°51′23″N 2°20′04″E / 48.8562602°N 2.3343334°E